# Paul Van Gysegem
Paul Van Gysegem (* 6. Juni 1935 in Berlare) ist ein belgischer Jazz- und Improvisationsmusiker (Kontrabass, Komposition) und Bildender Künstler.

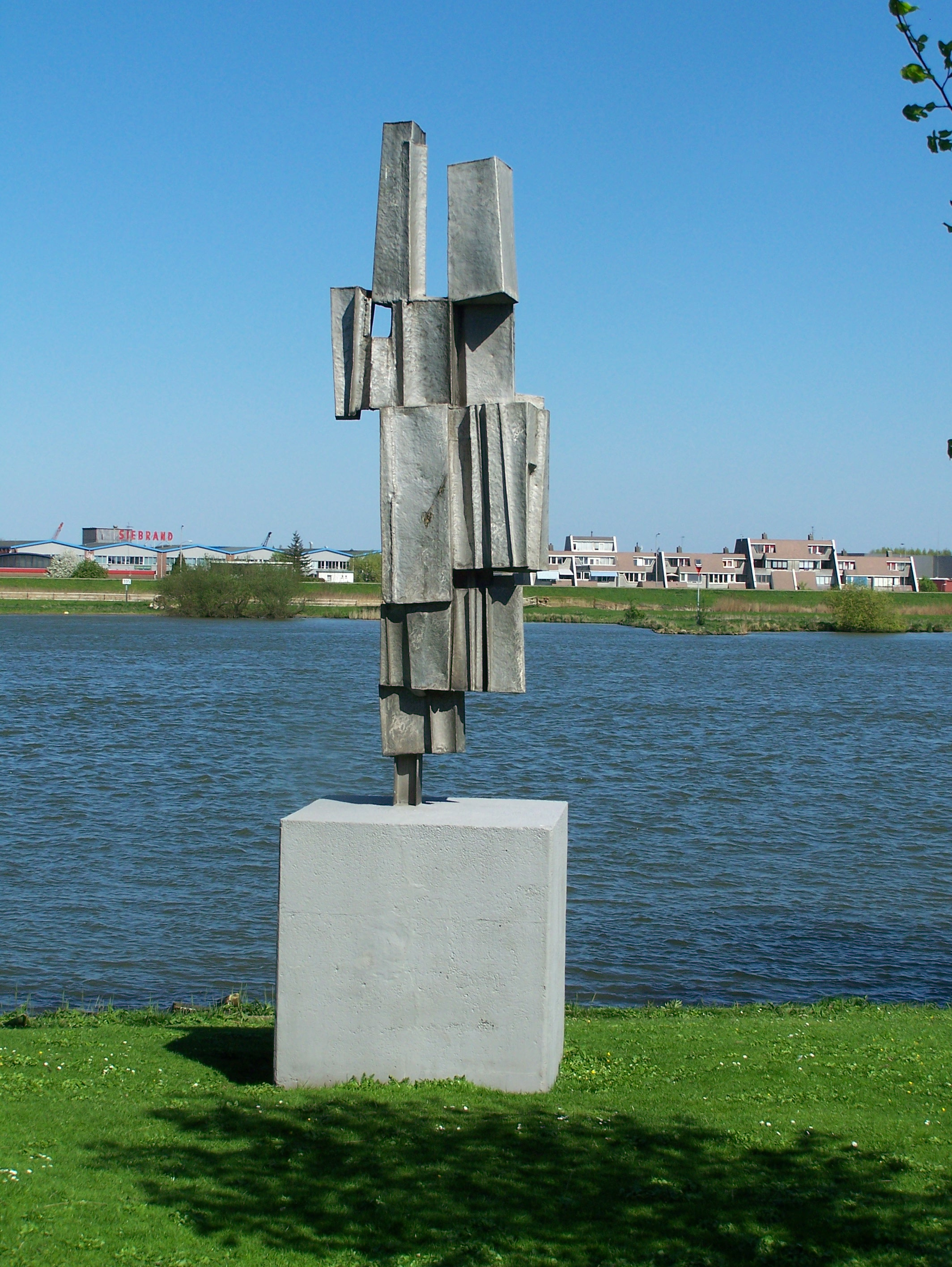
Skulptur (1965) von Paul van Gysegem im Park De la Soblonièrekade in Kampen

## Leben und Wirken

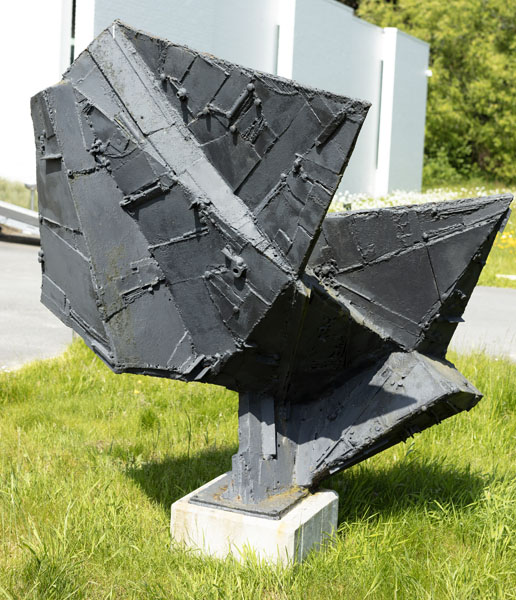
Museum Dhondt-dhaenens

Paul Van Gysegem studierte zunächst Bildende Kunst an der Academie van Gent, anschließend am Nationaal Hoger Instituut voor Schone Kunsten in Antwerpen. Sein bildnerisches Werk umfasst Skulpturen, Malerei und Grafik. Van Gysegem komponierte in den 1960er-Jahren Filmmusiken (u. a. für Raoul Servais’ Goldframe) und leitete 1971 für Plattenaufnahmen ein Sextett (mit Jasper van’t Hof, Nolle Neels, Patrick De Groote, Pierre Courbois und Ronald LeCourt), mit dem das Album Aorta (Futura, 1971) entstand. 1971 stellte er ein Ensemble zusammen, in dem sein Quintett aus Patrick De Groote, Nolle Neels (Tenorsaxophon), Ronald LeCourt (Vibraphon) und Kenneth Tyler (Schlagzeug) mit den Gastsolisten Ambrose Jackson und Steve Potts spielte; die Session wurde vom belgischen Fernsehsenders BRT aufgenommen. Weiterhin arbeitete er mit Steve Lacy, Mal Waldron und Fred Van Hove und organisierte das Jazzfestival Gravensteen. In späteren Jahren arbeitete er mit dem CO2 Quartet (mit Cel Overberghe, Giovanni Barcella, Tom Van Overberghe) und im Trio mit Chris Joris und Patrick De Groote.

## Diskographische Hinweise
- H-Ambitieus L.P. Boonprijs 1991 en 1992 Paul Van Gysegem – Roel Richelieu Van Londersele (Honest Arts Movement, 1993). mit Fred Van Hove
- CO2 Quartet: Intersections (El Negocito Records, 2012)
- Paul Van Gysegem, Chris Joris, Patrick De Groote: Boundless (El Negocito, 2017)
- Paul Van Gysegem Quintet: Square Talks (El Negocito, 2021), mit Cel Overberghe, Patrick De Groote, Erik Vermeulen, Marek Patrman